# فیلیپا انطاکیه
فیلیپا انطاکیه (انگلیسی: Philippa of Antioch؛ ۱۱۴۸ – ۱۱۷۸) دختر کوچکتر کنستانس و ریموند پواتیه بود. وی بعد از ازدواج با هامفری دوم تورون عنوان بانوی تورون را برگزید. وی همچنین معشوقهٔ آندرونیکوس یکم بود.